# Branchinectella
Branchinectella è un genere di crostacei anostraci della famiglia dei Chirocephalidae.
Comprende le seguenti specie:
- Branchinectella media